# 巴塞爾造紙印刷博物館

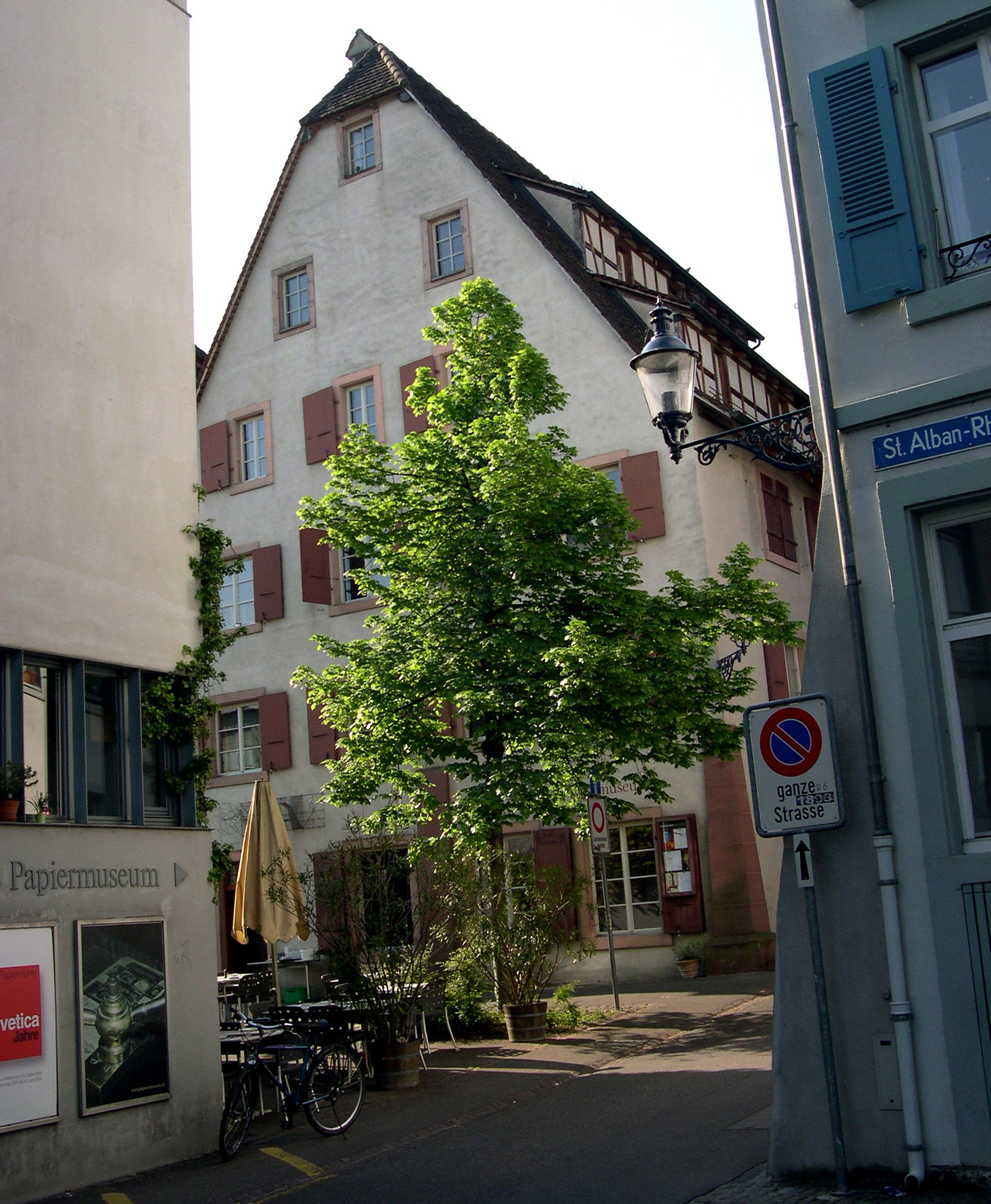
巴塞爾造紙印刷博物館

巴塞爾造紙印刷博物館（Basler Papiermühle）是位於瑞士巴塞爾的一座博物館，以造紙和印刷為展示主題。巴塞爾造紙印刷博物館的建築有500年的歷史，曾是一座造紙廠，也是瑞士的文化遺產。

## 外部連結
- Basel Paper Mill website

47°33′18″N 7°36′14″E / 47.555°N 7.604°E